# 帕拉德吕
帕拉德吕（法語：Paladru，法語發音：[paladʁy]）是法国伊泽尔省的一个旧市镇，属于拉图尔迪潘区。

## 地理
帕拉德吕（45°28'33"N, 5°33'12"E）面积11.64 平方千米，位于法国奥弗涅-罗讷-阿尔卑斯大区伊泽尔省，该省份为法国东南部内陆省份，北起顺时针与安省、萨瓦省、上阿尔卑斯省、德龙省、阿尔代什省、卢瓦尔省和罗讷省。
与帕拉德吕接壤的市镇（或旧市镇、城区）包括：圣翁德拉、瓦朗科涅、拉巴蒂迪维桑、比略、沙朗雪、蒙费拉、勒潘。
帕拉德吕的时区为UTC+01:00、UTC+02:00（夏令时）。

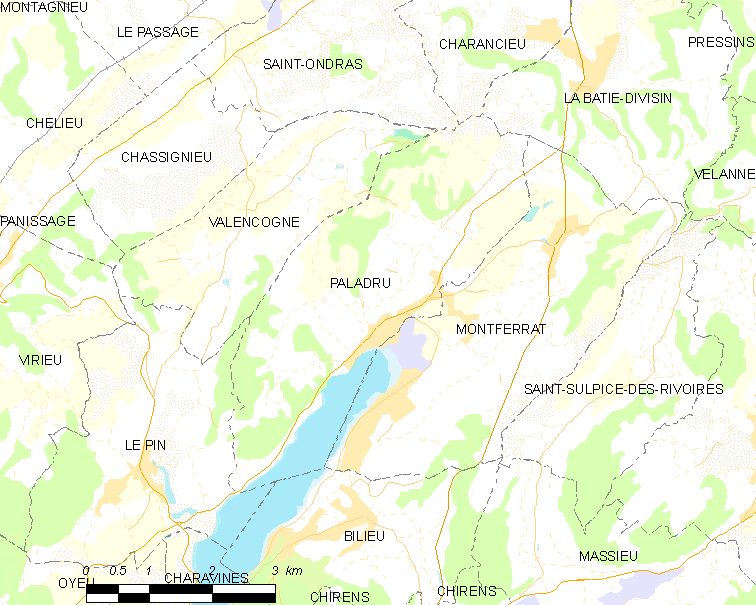
帕拉德吕的OSM定位图

## 行政
帕拉德吕的邮政编码为38850，INSEE市镇编码为38292。

## 政治
帕拉德吕所属的省级选区为大朗斯县。

## 人口

1962-2008年间帕拉德吕人口变化图示

帕拉德吕于2018年1月1日时的人口数量为1246人。